# Pedemonte (Venetien)

Die Gemeinde Pedemonte innerhalb der Provinz Vicenza

Pedemonte (deutsch veraltet: Astachtal) ist eine nordostitalienische Gemeinde (comune) mit 666 Einwohnern (Stand 31. Dezember 2023) in der Provinz Vicenza in Venetien. Die Gemeinde liegt etwa 44 Kilometer nordnordwestlich von Vicenza am Astico und grenzt unmittelbar an den Trentino.
Bis nach dem Ersten Weltkrieg gehörte Pedemonte zu Tirol und später zum Trentino, wurde gemeinsam mit der Nachbargemeinde Casotto 1929 dem Trentino abgetrennt und der Provinz Vicenza angegliedert. Casotto wurde 1940 zuerst der Valdastico eingemeindet und kam erst 1980 zu Pedemonte. In einer Volksabstimmung erklärte 2008 eine knappe Mehrheit, wieder zur mittlerweile Autonomen Provinz Trient zurückkehren zu wollen. Ein entsprechender Gesetzesentwurf liegt in Rom seit 2009 vor.

## Verkehr
Durch die Gemeinde führt die frühere Strada Statale 350 di Folgaria e di Val d'Astico (heute eine Provinzstraße) von Calliano nach Schio.

## Einzelnachweise

Panorama des Tales, vom "Fort Belvedere" aufgenommen